# Hans Matthies

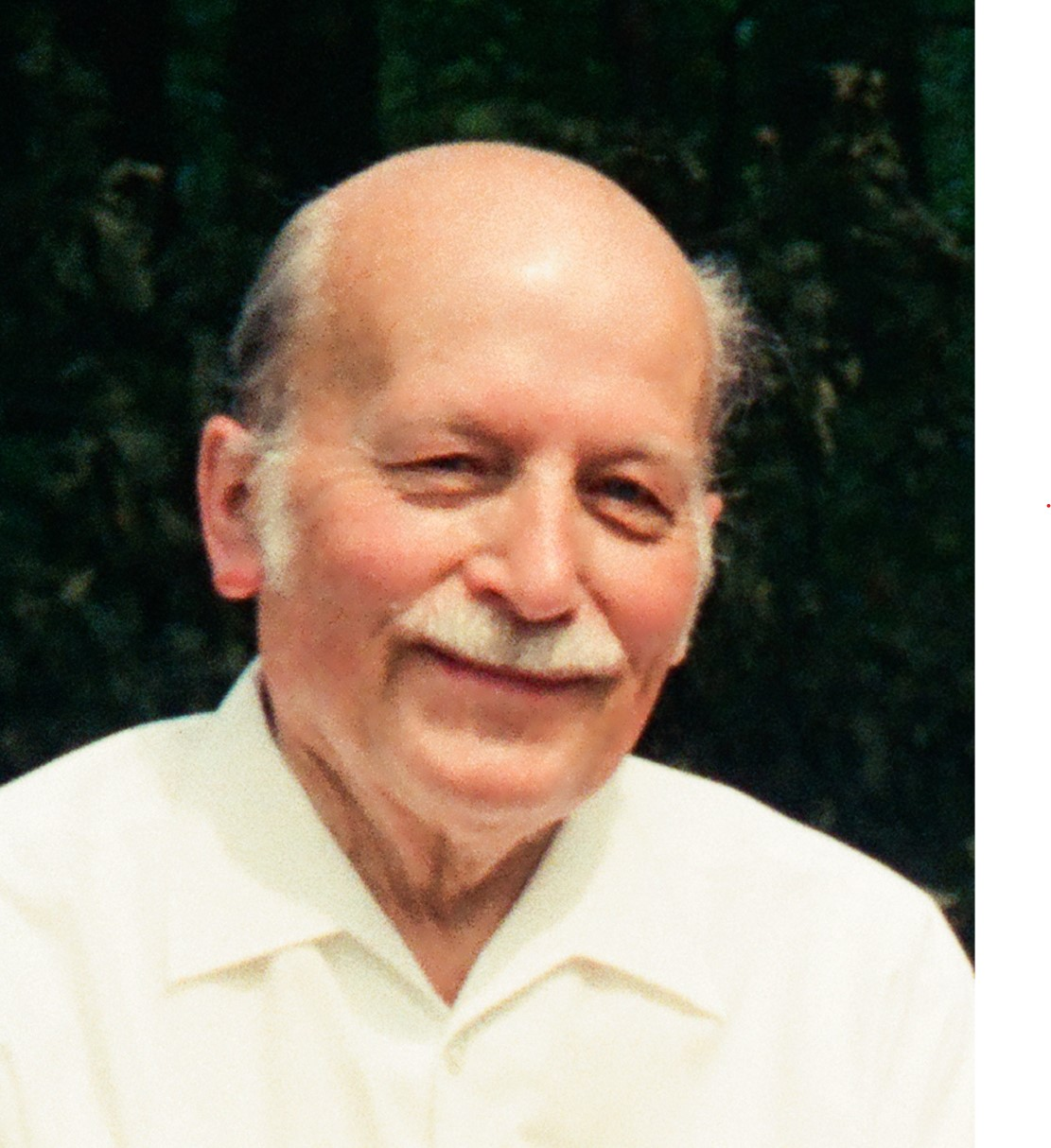
Hans Matthies, 1989

Hans Matthies (* 2. Januar 1915 in Zeitz; † 15. November 1991 in Lüdenscheid) war ein deutscher Architekt, Heimatpfleger und Umweltschützer. Sein Bruder Rudolf Matthies war Heimatforscher im südbrandenburgischen Kreis Bad Liebenwerda.

## Leben und Wirken
Hans Matthies wuchs in Zeitz (Provinz Sachsen, heute Sachsen-Anhalt) auf und machte nach dem Abitur eine Lehrerausbildung in Cottbus. Nach Arbeits- und Wehrdienst wurde er als junger Offizier nach Lüdenscheid, Flak-Regiment am Buckesfeld versetzt. Hier lernte er seine spätere Ehefrau Helma Lange, Tochter des Lüdenscheider Fabrikanten Karl Lange, kennen. Die Hochzeit fand im Kriegsjahr 1942 statt.
Nach Ende des Krieges studierte Matthies Architektur an der Technischen Hochschule Aachen unter anderem bei Hans Schwippert und Otto Gruber. Nach ersten Praxisjahren als Dipl.-Ing. in Hagen und Arnsberg eröffnete er 1953 mit Ernst Mombächer ein gemeinsames Architekturbüro in Lüdenscheid. Schon seit dieser Zeit interessierte er sich für die Geschichte von Stadt und Kreis Lüdenscheid und untersuchte die bauliche Entwicklung der Erlöserkirche und der Altstadt. Mehrere Sakralbauten entstanden unter seiner Planung und Leitung, so die
Apostelkirche am Bierbaum (1959), die Friedhofskapellen in Kierspe und auf dem kommunalen Waldfriedhof Loh in Lüdenscheid und der Turm der Christuskirche in Kierspe. Er baute viele exklusive Einfamilienhäuser und leitete den Umbau der Schützenhalle Lüdenscheid mit neuem Foyer und Restaurant (1956). Von 1967 bis 1980 unterrichtete er an der Berufsschule am Raithelplatz.
Einen Namen machte sich Hans Matthies besonders als Ortsheimatpfleger von Lüdenscheid. Dieses Ehrenamt übernahm
er offiziell im Jahre 1976 und füllte es bis 1990 aus. Zu seinen Verdiensten gehört vor allem die Rettung der historischen Altstadt, die in den 1970er Jahren zu einem großen Teil abgerissen werden sollte.

Schon 1967 grub er unter der Erlöserkirche die Fundamente des Vorgängerbaus aus, wodurch er dessen Form als spätromanische Basilika der Zeit um 1200 nachweisen, beschreiben und zeichnerisch darstellen konnte (publiziert 1972). Er leitete 1977 den behutsamen Umbau des jahrhundertealten Gebäudes der früheren Bäckerei Strunk am Kirchplatz zum heutigen Wirtshaus „Zum Schwejk“. Dabei legte er Wert auf weitestgehende Beibehaltung des Originalbestands. Dies wurde zu einem „Vorreiter“ der Altstadtsanierung als Beispiel für erhaltende Erneuerung. Weiter setzte er sich für den Erhalt der Gaststätten-Häuser „Zum Reidemeister“ und „Hulda am Markt“, der alten Hauptpost und der sogenannten Aktienhäuser sowie für die Rekonstruktion eines Teils der alten Stadtmauer an der Ringmauerstraße ein. An dieser Mauer hängt eine von ihm entworfene und organisierte Gedenktafel zum spätmittelalterlichen Freistuhl der westfälischen Veme zu Lüdenscheid (1982, siehe unter Weitere Bilder).
Von der Stadtmauer konnte Matthies bei Grabungen weitere Fundamente einschließlich zweier bisher nicht lokalisierter Türme dokumentieren. Durch akribische Quellen-Recherche erbrachte er den Beweis, dass das Innere der Lüdenscheider Schützenhalle nach Vorbild des englischen Oberhauses erbaut wurde. Außerdem erforschte er die Frühgeschichte des Schützenwesens im heimischen Raum.

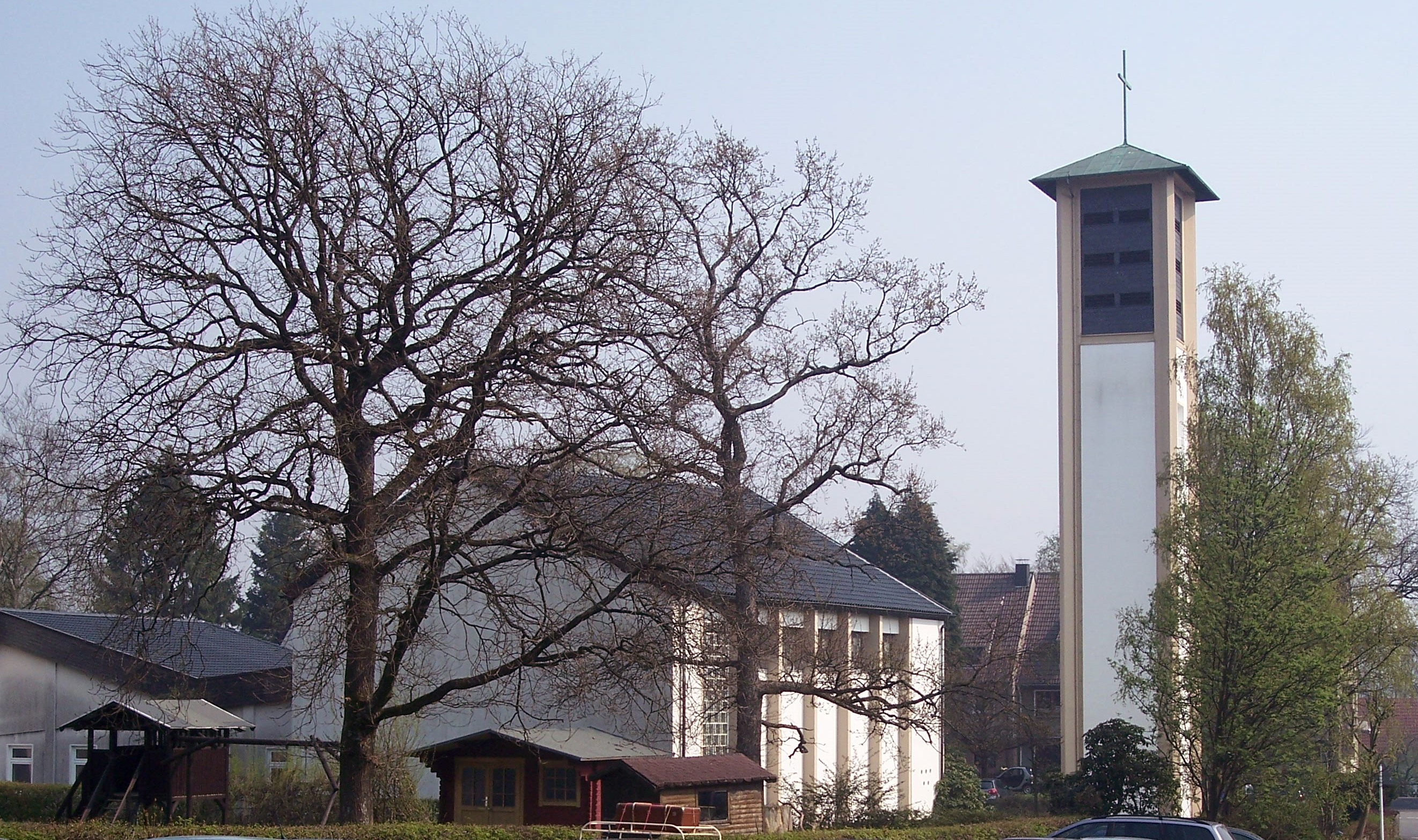
Apostelkirche Lüdenscheid-Bierbaum

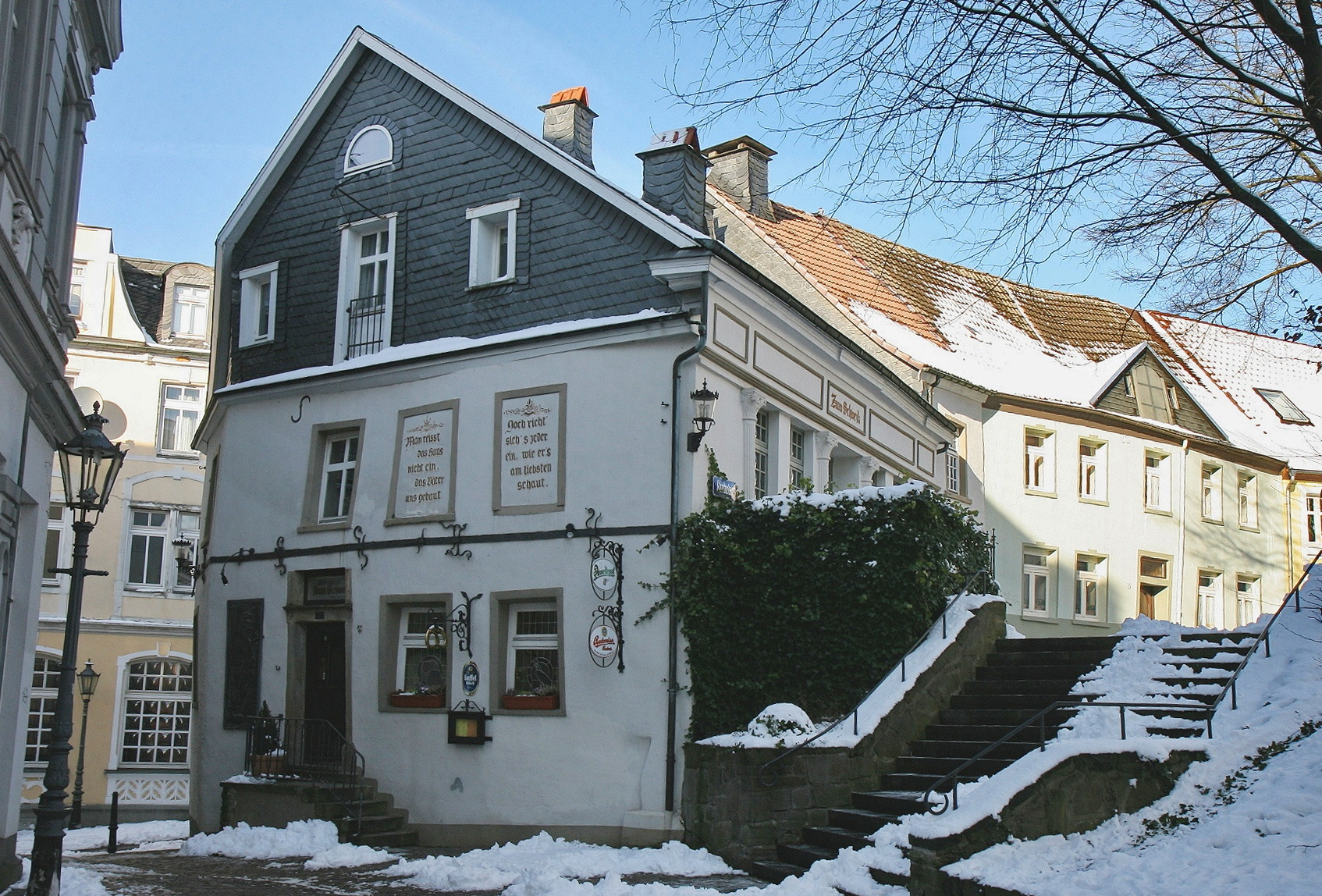
Wirtshaus Zum Schwejk, Kirchplatz 1

Weitere Beispiele sind sein Engagement für den Bremecker Hammer und dessen Eröffnung als Schmiedemuseum, die Bewahrung der alten Sandsteinfassade der ehemaligen Reichsbankfiliale am Sauerfeld, die Erhaltung der Bauernhausgruppe Borbet, des Bauernhofs „Da Achtern“ in Oeneking und vieles andere mehr. Viele der vor dem Abriss geretteten Bauwerke wurden später unter Denkmalschutz gestellt. Aufgrund des neuen Landesdenkmalschutzgesetzes von 1980 stellte Matthies eine Liste denkmalwerter Gebäude in Lüdenscheid zusammen, von denen viele in die Liste der Baudenkmäler in Lüdenscheid ab 1984 aufgenommen wurden.
Sein Hauptanliegen als Ortsheimatpfleger war die Erhaltung von wertvoller historischer Bausubstanz. Über Jahrzehnte berichtete er in zahlreichen Zeitungsartikeln und Leserbriefen über seine Forschungsergebnisse und äußerte seine Meinung und Ideen zu Fragen der Stadtgestaltung.
Als noch wenige von Natur- und Umweltschutz sprachen, gründete Matthies 1971 mit Gleichgesinnten die „Aktionsgemeinschaft für Umweltschutz im Kreis Lüdenscheid (später im Märkischen Kreis) e.V.“ (AUMK). Diese Bürgerinitiative setzte sich unter anderem erfolgreich für das Verbot des Versprühens von Pestiziden wie 2,4,5-T, damaliger Handelsname Tormona 80, im Sauerland ein, das ein wichtiger Bestandteil von schon im Vietnamkrieg eingesetzten Entlaubungsmitteln (Agent Orange) war und schwere Schäden an der Bevölkerung hervorgerufen hatte.
In der AUMK war Matthies 10 Jahre Ressortinhaber für Bauliche Orts- und Landschaftspflege. Weitere Beispiele seiner Tätigkeit in dieser Funktion waren der Einsatz gegen Pläne eines überdimensionierten, naturzerstörenden Ausbaus einer Landstraße („Silberg-Trasse“) und des Flächenverbrauchs für Industrieansiedlungen in der schützenswerten Talaue der Lenne zwischen Werdohl und Altena.
Im Jahr 2015 ehrte die Stadt Lüdenscheid ihren Mitbürger mit der Benennung einer Straße im Stadtteil Vogelberg („Hans-Matthies-Straße“).

## Weitere Bilder

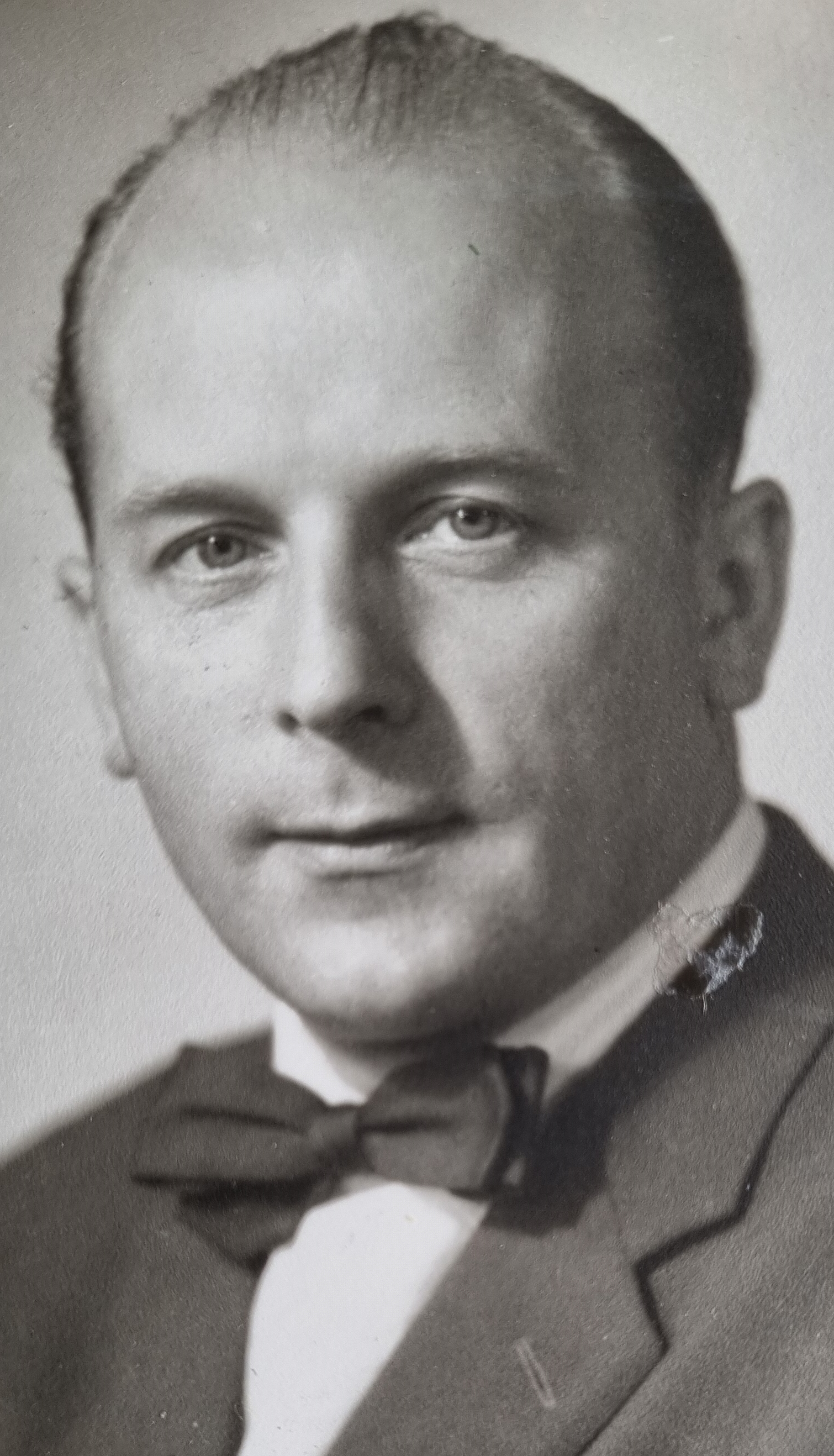
Hans Matthies (1950er Jahre)
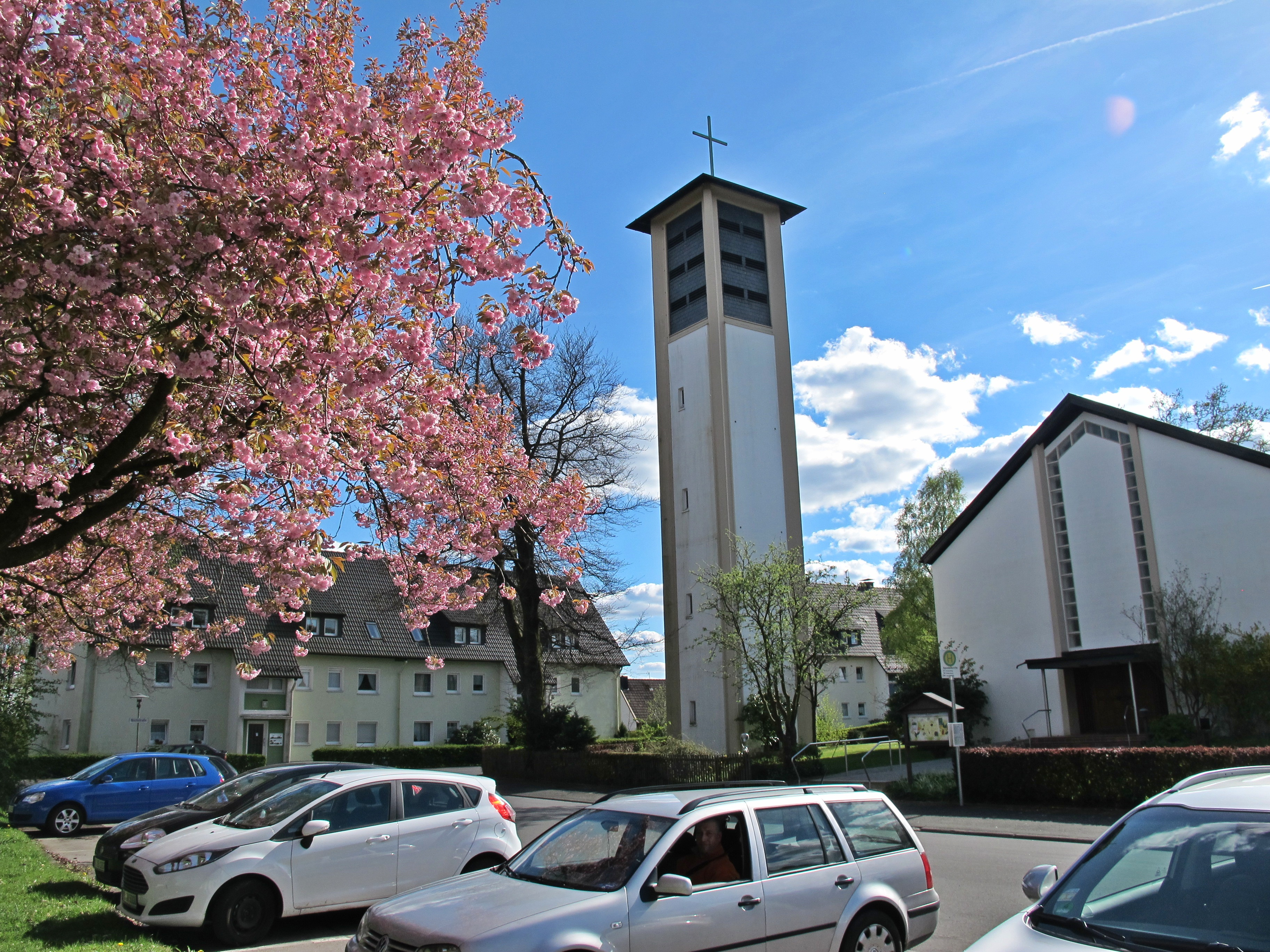
Apostelkirche
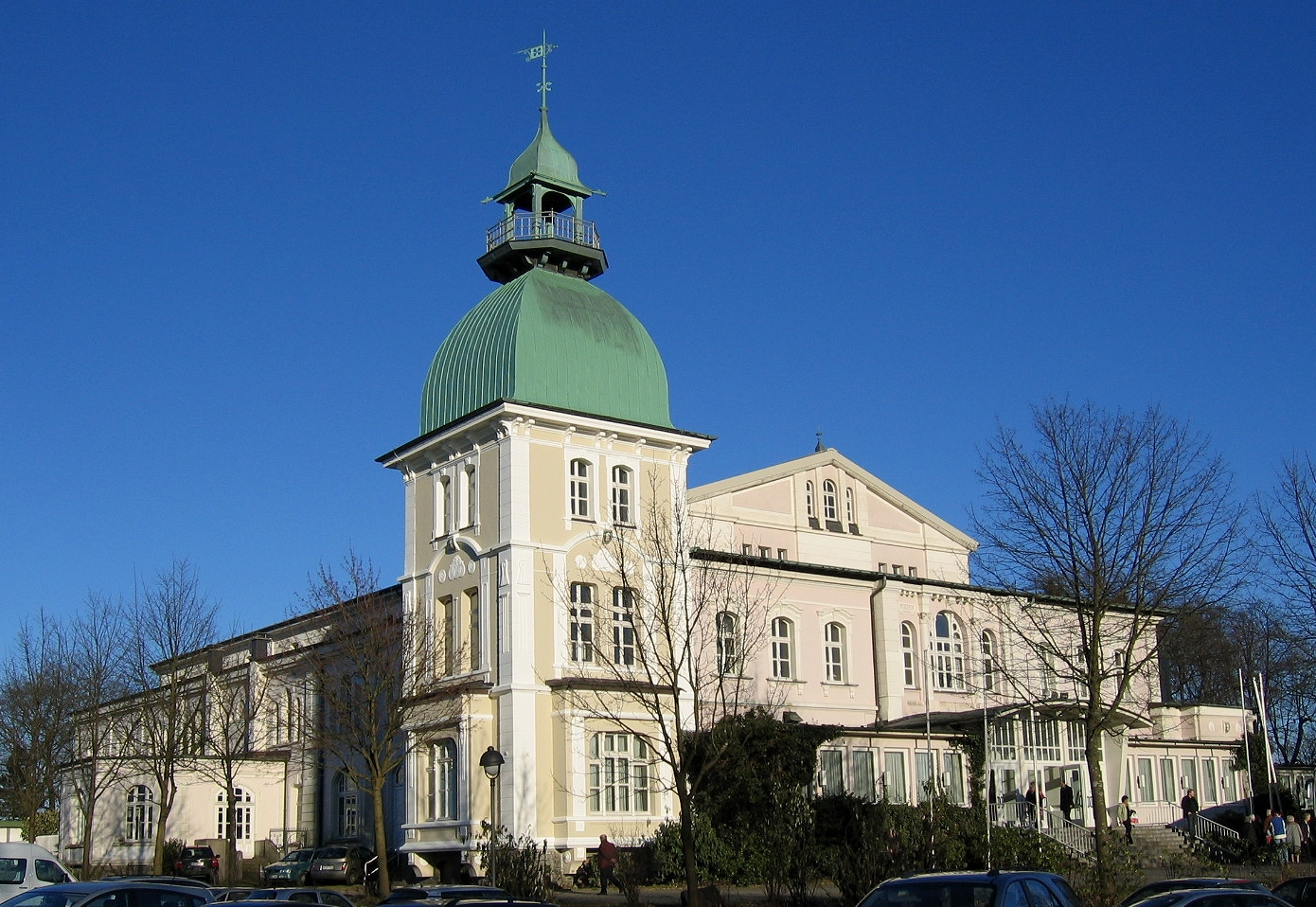
Schützenhalle Lüdenscheid, repräsentativer Vorbau
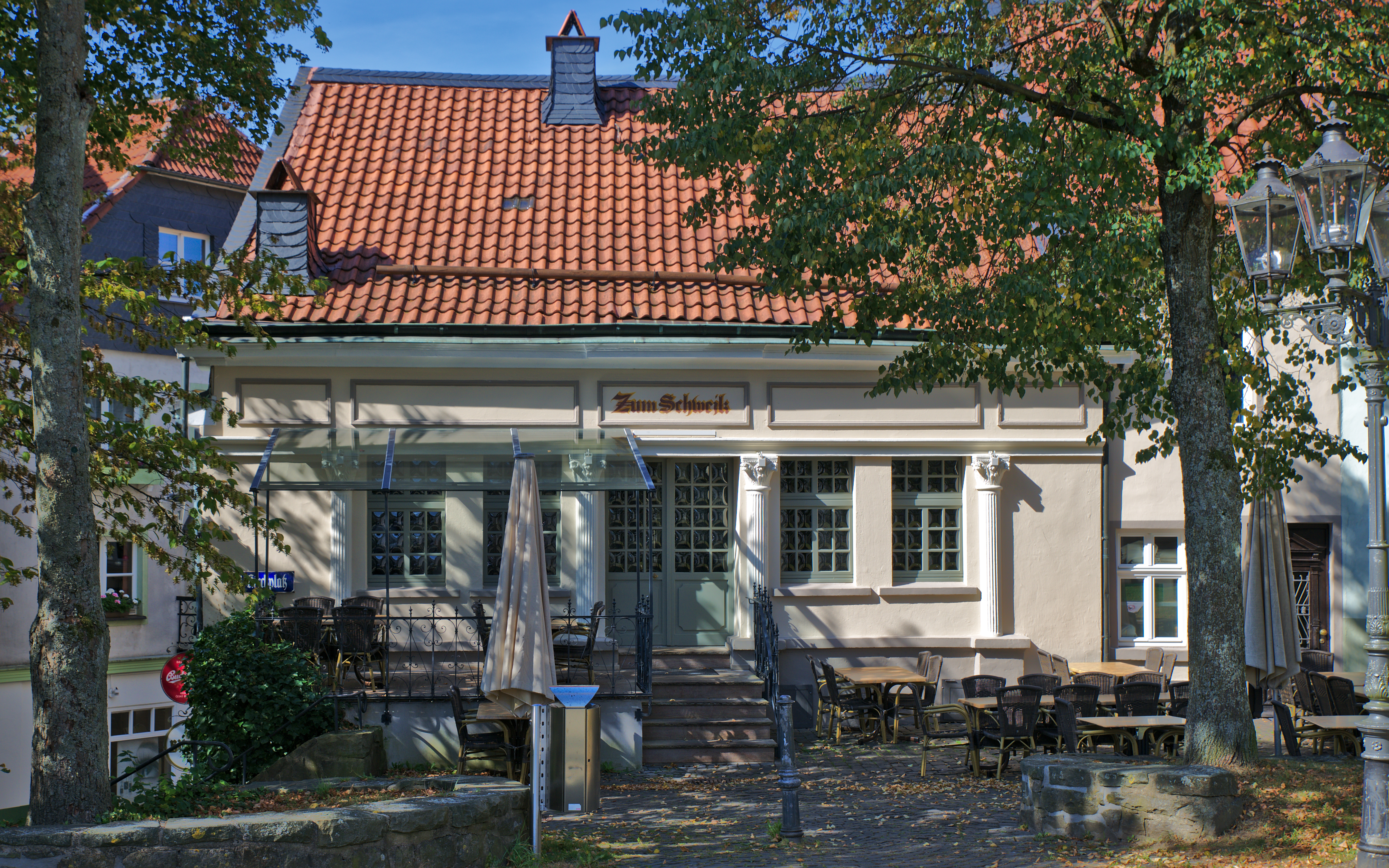
Wirtshaus „Zum Schwejk“, Südostseite
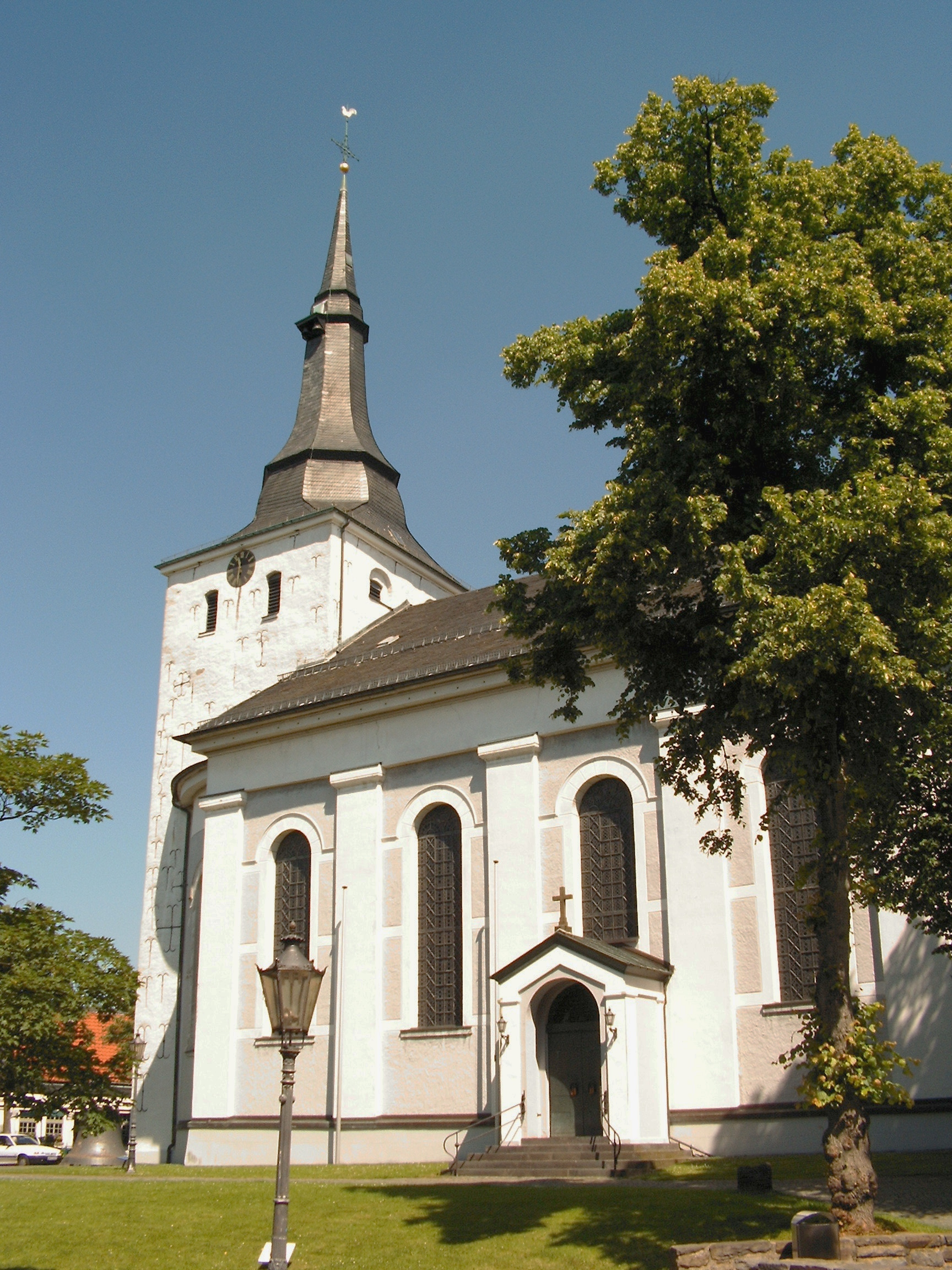
Erlöserkirche als Forschungsobjekt
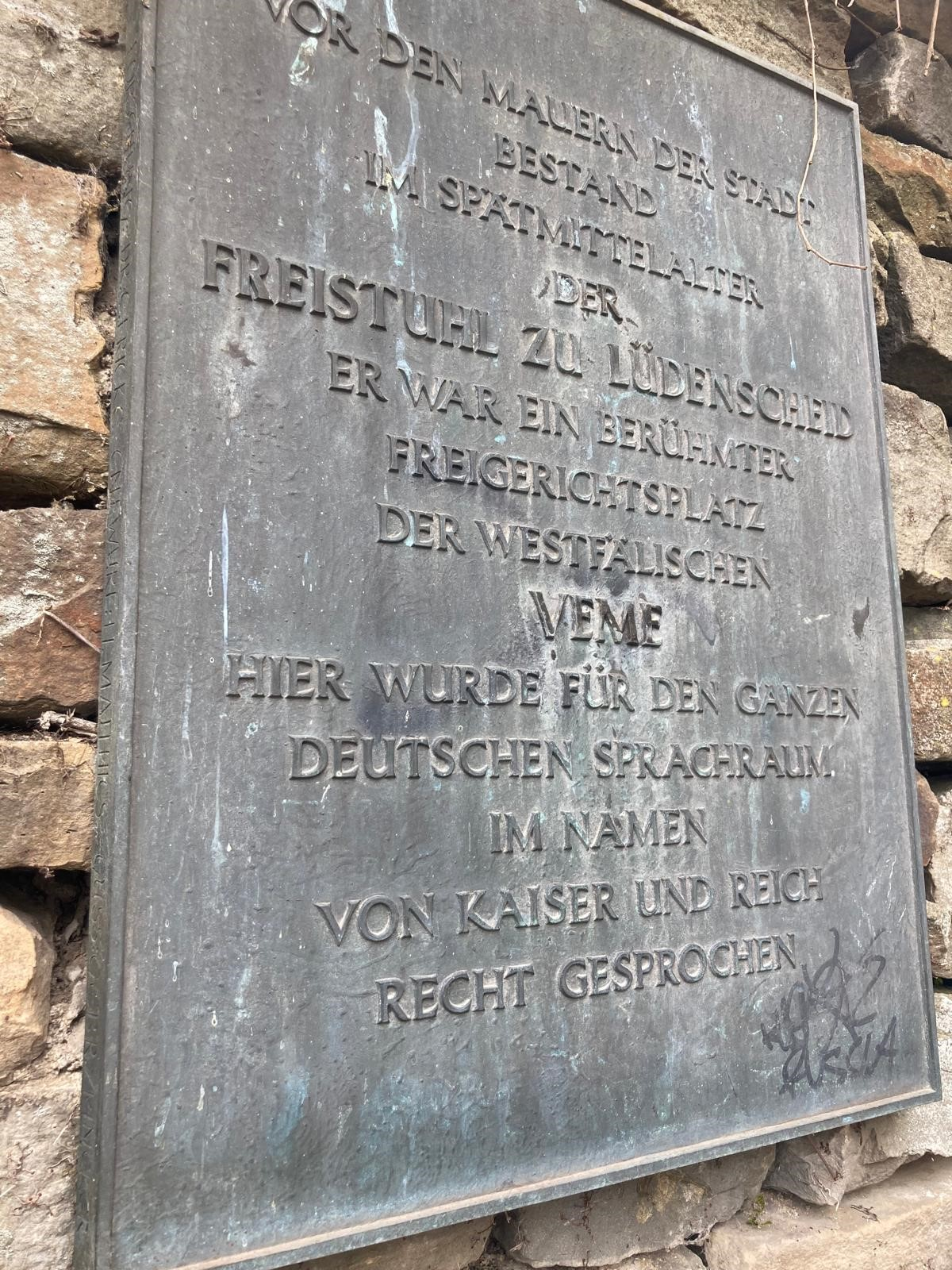
Gedenktafel zum historischen Freistuhl der westfälischen Veme zu Lüdenscheid

## Veröffentlichungen
- Die alte Lüdenscheider Medardus-Kirche war eine spätromanische Basilika der Zeit um 1200, Grabungs- und Forschungsergebnisse, in: "900 Jahre Erlöserkirche Lüdenscheid 1072–1972", Festschrift, Hrsg.: Presbyterium der Erlöserkirche, Lüdenscheid 1972, S. 41–63
- mit Eberhard Eßrich: Die Orgeln der Erlöserkirche, in: "900 Jahre Erlöserkirche Lüdenscheid 1072–1972", Festschrift, Hrsg.: Presbyterium der Erlöserkirche, Lüdenscheid 1972, S. 64–67
- Ursprung und Wesen der spätmittelalterlichen Schützengilden und ihr Wandel zu Kompagnien unter dem Absolutismus - unter besonderer Berücksichtigung der Grafschaft Mark und der Lüdenscheider Schützengesellschaft, in: Der Reidemeister, Nr. 90, 91 und 93, 1984 (3 Folgen)[9]
- Neue Erkenntnisse beim Neuverputz des Erlöserkirchturms 1987, in: Der Reidemeister, Nr. 110, 1989, S. 872–74

Zeitungsartikel (Beispiele)
- Alt-Lüdenscheider Häuser stilkritisch betrachtet, Serie in den Lüdenscheider Nachrichten (LN), 1951
- Rettung für mehr Altstadtsubstanz, LN 26.4.1973